# 昆士兰肺鱼
昆士兰肺鱼（学名：Neoceratodus forsteri），是澳洲肺鱼科澳洲肺鱼属的单型种，因只生活在澳大利亚昆士兰州，所以又名澳洲肺鱼。身长约1米，最长可达1.5米，鳞片大，只有一个鳔，胸鳍和腹鳍有力，但比非洲肺鱼更原始，不能长期干旱。
需要注意的是，昆士蘭肺魚爲受CITES保護的濒危物種，在澳大利亞禁止捕撈，僅在有澳大利亞聯邦及昆士蘭州許可的情況下允許以敎學和科硏目的的採集。而英語“barramundi”一詞可指多種大型有鱗的淡水魚類，雖然包括肺魚，但通常被食用的爲鱸形總目的尖吻鱸（或稱盲鰽，學名 Lates calcarifer），所以將食用的“barramundi”譯爲“澳洲肺魚”爲誤譯。